# الدراسة التجريبية للأدب
الدراسة التجريبية للأدب هي مجال يحتوي على العديد من التخصصات للأبحاث حيث يشمل علم النفس وعلم الاجتماع والفلسفة والدراسة السياقية للأدب وتاريخ قراءة النصوص الأدبية.
وتعرفُ الجمعية الدولية للدراسة التجريبية للأدب والإعلام (IGEL) بأنها جمعية علمية واحدة حيث تجمع جميع الخبراء في هذا المجال، وتعتبر المجلات الشعرية هي من المجلات الرئيسية في هذا المجال، حيث تحتوي على مجلة البحوث التجريبية في الثقافة والإعلام والفنون وتضم المجلات الشعرية على المجلة الدولية لنظرية وتحليل الأدب والاتصال، والدراسة العلمية للآداب.
جذبت الدراسة الأدبية التجريبية اصحاب المنح الدراسية خاصةً في مجالات الاستقبال ودراسات الجمهور وفِي علم النفس المعرفي في المسائل المتعلقة بالقراءة، وفي هذين المجالين الذي تم ذكرهما مسبقاً فإن البحوث والدراسات مبنية على نطاق متزايد.
بالإضافة إلى ذلك فإن المجالات الأخرى مبنية على إصدارات منقحة وموسّعة بالتالي تجذب اصحاب المنح الدراسية فهي تتناول الدراسات الثقافية المقارنة والتربوية.
وبحسب القاموس فإن هناك تعريفات عديدة للمجالات ويتم تعريفها كالتالي:
حيث تعرفٌ بأنها حركة تقوم بدراسة الأدبيات المعنية بدراسة الأدب كحركة تمثل النشاط الاجتماعي، ويتم فيها طرح الأدب بمختلف الأشكال حيث إنه مكتوب أو منشور أو موزع أو مقروء أو خاضع للرقابة أو مقلد، وما إلى ذلك، وقد نشأت الدراسة التجريبية للأدب كردة فعل لمحاولة تفسيره وحله مبدئياً لإثبات صحة التفسير الأدبي. من خلال نظرية الاستقبال، يتبين لنا بإن التفسيرات ليست مرتبطة بالنص فحسب، بل مترابطة بشكل كبير بالقارئ من حيث شخصيته أو من عاداته الاجتماعية.
مودياً بذلك إلى نظرية البنيوية الجذرية (الإدراكية)، التي تقوم على أطروحة أن الموضوع يفسر العملية التجريبية نفسها، والنتيجة المنطقية لكل هذا يمكن رؤيتها من خلال عمل سيغفريد ج. شميدت «الفصل بين التفسير والدراسة العلمية الدقيقة للأدب القائم على البنائية الجذرية».
وتتم آلية تقويم النظام الأدبي بالاعتماد على (الفرضيات) التي يتم اختبارها باستمرار مما يُخول لعديمي الخبرة بملاحظة النظام الأدبي للأفعال، فالنظام الأدبي يعتمد على أساسين رئيسين وهما اللغة الجمالية والألفاظ التي تحمل عدة معان مثل "الرمزية"، فالمقصود هنا أن اللغة المستعملة هي اللغة الجمالية والشعرية" معاكسة للغة العامية التي يتعامل بها الناس.
وبالتالي، فإن الهدف من دراسة الدراسة التجريبية للأدب ليس محدوداً فقط على النص، ولكن يتضمن أدوار العمل داخل النظام الأدبي، أي يتم فيها إنتاج وتوزيع واستقبال ومعالجة النصوص حيث تؤخذ الأساليب المستخدمة أولاً من العلوم الاجتماعية ثم نظرية الاستقبال والعلوم المعرفية وعلم النفس وما إلى ذلك، بشكل عام فإن الخطوات التي يجب اتخاذها في البحث التجريبي هي أولاً تكوين فرضية، ومن ثم وضعها موضع التطبيق واختبارها وتقييمها وبشكل أكثر تحديداً، فعند دراسة استجابة القارئ يتم استخدام مجموعة متعددة من التقنيات، بدءا من تقنيات البروتوكولات والتفكير بصوت عالي إلى التقنيات المعدة مسبقًا مثل مقياس الدلالة المكون من سبع نقاط وتقنية التصنيف (فرز البطاقات) وأشكال تحليل المحتوى وتحليل الخطاب وأساليب الارتباط وإلى اخره.
و غالباً فإن الاعتراضات التي تثأرعلى الدراسة التجريبية للأدب هي اعتراضات مبتذلة، فالعديد من نتائج الأبحاث المعترضة تكون مثل تأكيد ما كان معروفًا بالفعل أو مشتبه به أو اختزاله (متكلفة في البنية والإعداد ومحدودة على استجابة القارئ بدلاً من دراسة النص).
```
ويتوضح لنا بأن الدراسة التجريبية للأدب تركز كثيراً على المنهجية حيث ترى بأنها طريقة متميزة لاستكشاف جميع الجوانب الاجتماعية الثقافية للنظامالأدبي، وايضاً تقدم مساهمة لا يمكن الاستغناء عنها في تطوير دراسة أكثر عقلانية وعلمية وذات صلة اجتماعية بالأدب.
```